# Ferdinando Sanfelice

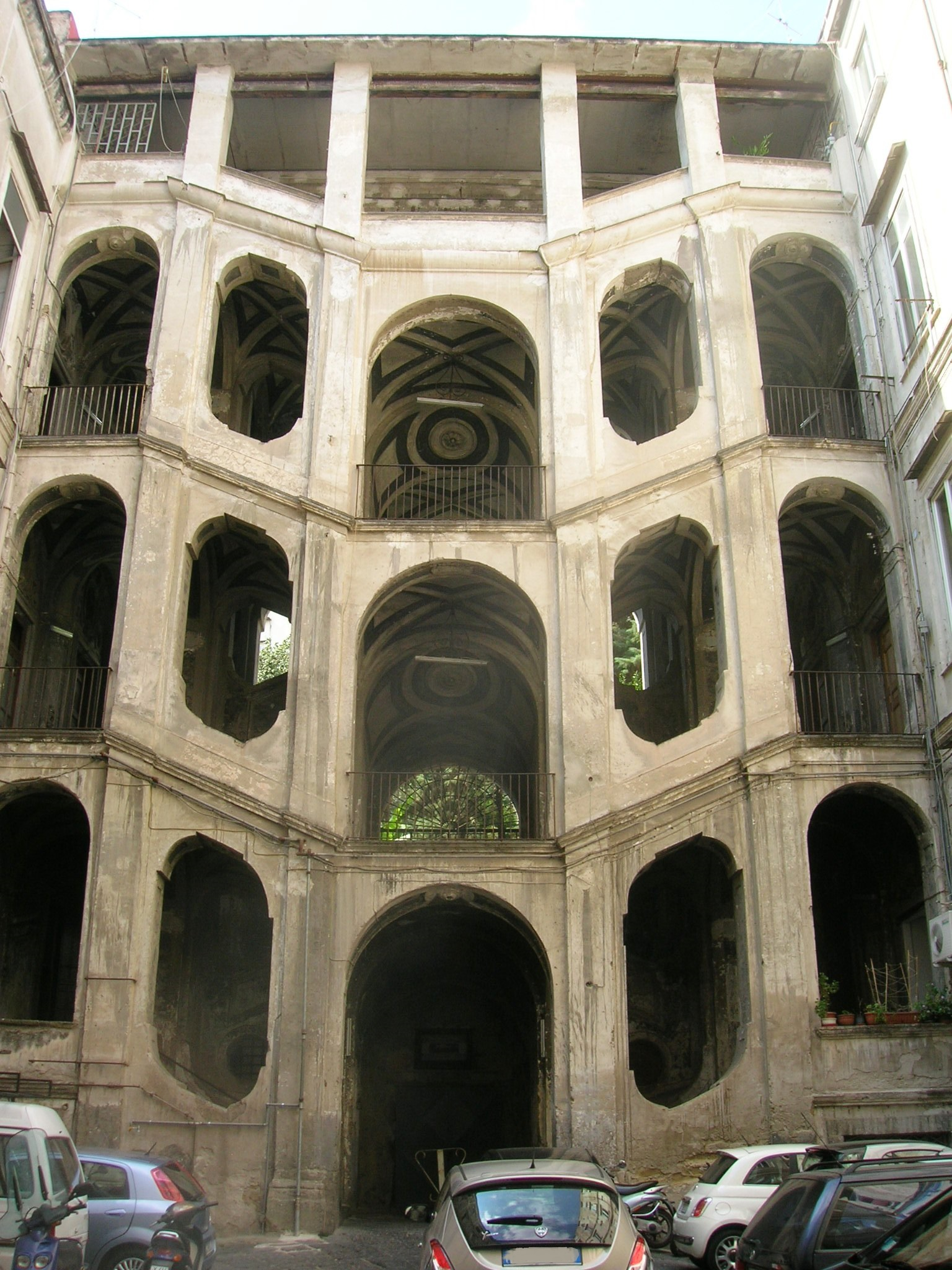
Palazzo Sanfelice

Ferdinando Sanfelice (ur. 18 lutego 1675 w Neapolu, zm. 1 kwietnia 1748 tamże) – włoski architekt epoki baroku. Znany głównie z uwagi na specyficzne, zazwyczaj otwarte i monumentalne, często dwubieżne klatki schodowe, które stanowiły ważny element kompozycyjny.
Wybrane dzieła:
- Pallazo Sanfelice
- Palazzo Serra di Cassano